# Cantón Arenillas
Cantón Arenillas är en kanton i Ecuador.   Den ligger i provinsen El Oro, i den sydvästra delen av landet, 400 km söder om huvudstaden Quito. Arean är 810 kvadratkilometer.
Terrängen i Cantón Arenillas är platt åt nordväst, men åt sydost är den kuperad.